# Еріфія
Еріфія (дав.-гр. Ερυθεια — «червона») — острів, що в давнину існував в Атлантичному океані, навпроти гирла річки Гвадалете.
Спочатку був заселений тартессійцями, або ж спорідненими з ними племенами. У 1104 р. до н. е. Еріфію захопили фінікійці, які заснували на цьму острові місто Гадір (з фінікійської — «укріплений»). Згодом Еріфія була з'єднана з сусідньою Котінусою, а пізніше — і з материком. За середньовіччя острів мав назву «острів Святого Петра» (Сан-Педро).
У давньогрецькій міфології Еріфія — місце одного з подвигів Геракла (викрадення корів Геріона), символ західного «кінця землі», і водночас ім'я однієї з Гесперид — відомої також як Ерітія.